# Eddie Hubble
John Edgar „Eddie“ Hubble (* 6. April 1928 in Santa Barbara, Kalifornien) ist ein US-amerikanischer Jazzposaunist.
Hubble lernte Posaune von seinem Vater, dem Posaunisten und Los Angeles-Studiomusiker Harriss Hubble. Auf der High School hatte er eine Band mit seinem Schulfreund Bob Wilber. 1944 zog er nach New York City und spielte dort mit Buddy Rich, Doc Evans, Alvino Rey und Eddie Condon sowie ab Ende der 1940er-Jahre mit eigenen Bands. 1952 nahm er unter eigenem Namen für Savoy Records auf (Jazz at Storyville). 1953 spielte er Dixieland mit The Six, in den 1960er-Jahren mit Muggsy Spanier, mit eigenen Bands in Ohio und Connecticut und in den 1970er-Jahren mit The World’s Greatest Jazz Band von Bob Haggart und Yank Lawson.
Tom Lord verzeichnet 47 Aufnahme-Sessions von 1946 bis 1987 (als Ed Hubble, neben Posaune auch Bariton-Horn und Althorn).

## Lexikalischer Eintrag
- Ian Carr, Digby Fairweather, Brian Priestley: Rough Guide Jazz. Der ultimative Führer zur Jazzmusik. 1700 Künstler und Bands von den Anfängen bis heute. Metzler, Stuttgart/Weimar 1999, ISBN 3-476-01584-X.